# Marc-Carlos-V.R.D.-Woningbouw
Marc-Carlos-V.R.D.-Woningbouw, Marc Zeep Savon-Superia oder Marc Zeepcentrale-Superia war ein belgisches professionelles Radsportteam, das von 1978 bis 1980 bestand.

## Geschichte
Das Team wurde 1978 unter der Leitung von Raphaël Trioen und Romain De Loof gegründet. 1978 wurde neben den sechs Siegen bei der Vuelta a España wurden acht zweite Plätze bei den Etappen sowie die Plätze 5 und 6 in der Gesamtwertung erreicht. Weitere zweite Plätze wurde bei Nokere Koerse, Druivenkoers Overijse und beim Pfeil von Brabant erzielt. 1979 stieg Patrick Lefevere, 1978 noch als Fahrer im Team tätig, als Manager ein. In diesem Jahr wurden zweite Plätze beim Scheldeprijs, der Belgien-Rundfahrt, Kuurne–Brüssel–Kuurne und Druivenkoers Overijse sowie dritte Plätze bei Le Samyn, Omloop Het Nieuwsblad und beim Omloop van het Zuidwesten erreicht. 1980 erzielte das Team zweite Plätze bei Petegem-aan-de-Leie, Grand Prix de Wallonie und in der Bergwertung bei der Tour de France. Dritte Plätze beim Grand Prix de Denain und Omloop van het Zuidwesten sowie ein vierter Gesamtplatz bei der Tour de Suisse. Am Ende der Saison 1980 löste sich das Team auf.

## Erfolge
1978
- sechs Etappen Vuelta a España
- Kuurne–Brüssel–Kuurne
- Le Samyn
- Dwars door Vlaanderen
- Omloop van de Westhoek
- Omloop van het Houtland
- eine Etappe Belgien-Rundfahrt
- zwei Etappen Luxemburg-Rundfahrt

1979
- Le Samyn
- Kampioenschap van Vlaanderen
- Grote Prijs Jef Scherens
- eine Etappe Belgien-Rundfahrt
- eine Etappe Katalonien-Rundfahrt
- eine Etappe Tour d’Indre-et-Loire
- eine Etappe Deutschland-Rundfahrt
- eine Etappe Niederlande-Rundfahrt
- eine Etappe Tour de l’Aude

1980
- zwei Etappen Tour de France
- Omloop Het Nieuwsblad
- Heistse Pijl
- Omloop van het Zuidwesten
- Petegem-aan-de-Leie
- GP du Tournaisis
- eine Etappe Critérium du Dauphiné
- eine Etappe Belgien-Rundfahrt

### Grand-Tour-Platzierungen
| Grand Tour            | 1978 | 1979 | 1980 |
| --------------------- | ---- | ---- | ---- |
| Vuelta a EspañaVuelta | 5    | –    | –    |
| Giro d’ItaliaGiro     | –    | –    | –    |
| Tour de FranceTour    | –    | –    | 16   |

### Monumente-des-Radsports-Platzierungen
| Monument           | 1978 | 1979 | 1980 |
| ------------------ | ---- | ---- | ---- |
| Mailand–Sanremo    | –    | –    | 22   |
| Flandern-Rundfahrt | –    | –    | 14   |
| Paris–Roubaix      | –    | –    | 20   |

## Bekannte ehemalige Fahrer
- Patrick Lefevere (1978)
- Ferdi Van Den Haute (1978–1979)
- Herman Van Springel (1978–1979)
- Erik De Vlaeminck (1978–1979)
- Patrick Sercu (1978–1980)
- Gary Wiggins (1979–1980)
- Joseph Bruyère (1980)
- Lucien Van Impe (1980)